# 배상필
배상필(2002년 8월 20일 ~ )는 대한민국의 축구 선수로, 포지션은 골키퍼이다. 현재 K리그1 대전 하나 시티즌 소속이다.